# Minitraum
Minitraum war ein Gitarrenduo aus der DDR, welches 1979 in Berlin von Rainer Schmidt und Michael Matthies gegründet wurde. 

## Entwicklung
Rainer Schmidt (vorher Babylon) war der Komponist der Band, Michael Matthies (vorher bei Keks) der Sänger. Die Band spielte viele Eigenkompositionen, wie Katze Berta, Augen-Blicke, Ein Blick im Regen und Tage gibt’s, das 1985 Platz 50 der ostdeutschen Hitparade erreichte, und auch Coverversionen internationaler Titel. 
Bei Live-Auftritten der Band kamen als Instrumente nur zwei Gitarren und ein von Schmidt konstruierter Klopfkasten, der die Drums ersetzte, zum Einsatz. Die Band hatte zahlreiche Auftritte im DDR-Fernsehen, etwa in Ein Kessel Buntes oder bei He-Du Extra (mit Wolfgang Lippert). 1987 entstand die Fernsehproduktion eines Liveauftrittes im Magdeburger IMPRO für eine amerikanische Fernsehstation. Dazu kamen zahlreiche Rundfunkproduktionen im Studio Nalepastraße und Auftritte bei Festivals wie Rock für den Frieden (1987). 
Aufgrund der stark nachlassenden Engagements nach der Wende löste sich die Band 1991 auf. Eine neue Besetzung aus Rainer Schmidt und Andreas Rohde veröffentlichte 1995 auf Rohdes eigenem Label Bestlake das Album Weit fort mit Texten von Werner Karma.
Ab dem Jahr 2003 bestand Minitraum aus Andreas und dessen Sohn Christopher Rohde und war in Bestensee ansässig. 2011 erschien das Album Aus den Augen.
Rainer Schmidt lebt in Magdeburg und komponiert. 
Michael Matthies gründete mit Bianca Hohmann das Duo Bianco. Er starb im Juni 2014.

## Diskografie

### Alben
- 1995: Weit fort (Bestlake)
- 2011: Aus den Augen (Bestlake)

### Singles
- 1984: Katze Berta
- 1985: Tage gibt es
- 1986: Mit einem Blick im Regen, Bleib heut' abend bei mir, Augen-Blicke

### Sampler
- 1986: He-Du Extra (AMIGA)